# Шиша (река, впадает в Межу)
Шиша́ (бел. Шыша́) — река в Городокском районе Витебской области Белоруссии. Относится к бассейну реки Ловать.
Река начинается в 2,5 км к северо-востоку от деревни Корнилы. Исток находится в болотистом урочище Шишкин Мох. Русло пролегает по заболоченной лесистой местности на территории Городокской возвышенности. В 0,7 км к востоку от агрогородка Межа река впадает в озеро Межа.
Длина реки составляет 18,8 км. Площадь водосбора — 64 км². Средний наклон водной поверхности — 2 м/км.
Верхнее течение русла на протяжении 5,2 км канализовано. Сразу после истока река принимает сток из сети мелиорационных каналов.